# 호엔촐레른주
호엔촐레른주 또는 호엔촐레른 땅(Hohenzollernsche Lande)은 프로이센 자유주의 남쪽 멀리 있는 월경지였다. 호엔촐레른가의 본거지다. 실제로는 독일의 현이었으나, 프로이센의 주처럼 운영되었다.